# Гоч Петро Володимирович
Гоч Петро Володимирович (нар. 26 листопада 1976, м. Борщів) — український політик, громадський діяч. Депутат Тернопільської обласної ради з 2009 року.

## Життєпис
- Закінчив Тернопільський експериментальний інститут педагогічної освіти (ТЕІПО) у 1998 році[1].

Політична діяльність:
- Кандидат на посаду міського голови Тернополя у 2010 році[2].
- Депутат Тернопільської міської ради від «Партії регіонів»[3].

Громадська діяльність:
- 1997—1998 — керівник Тернопільської станиці «Пласту»[1].
- 1998—2000 — курінний Пластового куреня «Вовча ліга»[1].

Професійна діяльність:
- 2006—2007 — помічник-консультант народного депутата України[1].
- Від 2008 до теперішнього часу — заступник директора ТОВ «Тернопільська сировинна компанія»[1].
- З 20 травня 2010 — заступник голови Тернопільської обласної державної адміністрації.

## Родина
Має дружину Інну та двох дітей: сина Андрія і доньку Дарину.